# Afhængigt territorium
Et afhængigt territorium er et territorium, der ikke besidder fuld uafhængighed eller suverænitet som en stat, men som politisk ikke er en integreret del af den kontrollerende stat men derimod typisk selvstyrende i større eller mindre grad.
| Geografi/geologi | Spire Denne artikel om geografi er en spire som bør udbygges. Du er velkommen til at hjælpe Wikipedia ved at udvide den. |